# Ponto dos Volantes
Ponto dos Volantes este un oraș în Minas Gerais (MG), Brazilia.